# Trioctylphosphinoxid
Trioctylphosphinoxid, auch  Trioctylphosphanoxid, wird abgekürzt als TOPO und findet Verwendung als hoch siedendes organisches Lösungsmittel, z. B. in der Synthese von Cadmiumselenid-Halbleiter-Nanokristallen.

## Herstellung
Trioctylphosphinoxid kann durch Oxidation von Trioctylphosphan (C8H17)3P mit Wasserstoffperoxid hergestellt werden.